# Peter Müllenberg
Peter Müllenberg (Almelo, 30 december 1987) is een Nederlandse bokser. Hij komt uit voor de Apeldoornse boksclub ABCC en bokst in de klasse tot 81 kg. Sinds augustus 2009 is hij militair (soldaat 1) bij de Koninklijke Landmacht.
Op 15 april 2016 wist Müllenberg zich te kwalificeren voor de Olympische Spelen van datzelfde jaar in Rio de Janeiro. Hij verzekerde zich van een startbewijs door bij het kwalificatietoernooi in de Turkse stad Samsun de finale te bereiken. In de halve eindstrijd van de klasse tot 81 kilogram was Müllenberg te sterk voor de lokale favoriet Mehmet Unal: 3-0 (30-27, 30-27 en 29-28).
Müllenberg was de eerste Nederlandse bokser in 24 jaar die naar de Spelen gaat. Bij de Olympische Spelen van 1992 in Barcelona was Nederland voor het laatst aanwezig in het bokstoernooi. In Rio verloor hij in de achtste finales met 3-0 van de vijf jaar jongere Tejmoer Mammadov uit Azerbeidzjan: 29-28, 29-28 en 29-28. Bij de Europese Spelen 2015 verloor de Nederlander van dezelfde tegenstander.
In 2025 werd hij aangehouden omdat hij verdacht werd van afpersing en drugshandel 'in opdracht van Taghi'.

## Erelijst
- NK kampioen 2005 en 2006 junioren A
- Brons EU Junioren 2006
- NK kampioen 2007 senioren A
- Deelnemer Bundesliga Duitsland 2007-2008, ongeslagen
- Winnaar Goud Bocskai Memorial Hongarije
- Winnaar Ü21 Toernooi de Mülheim Box Open in Duitsland 2008
- Finalist King's Cup Thailand 2010, zilver
- NK kampioen 2010 senioren A klasse
- Winnaar Goud Internationaal Partnerstedentoernooi Chemnitz, Duitsland 2010
- Finalist Militairen WK 2010, Jacksonville USA, zilver
- NK kampioen 2011 senioren A klasse
- Zilver EK senioren 2013 Minsk
- Militair wereldkampioen 2014 te Kazachstan
- Zilver EK senioren 2015 Minsk
- Goud Eindhoven Box Cup 2016 (Eindhoven, Nederland)[3]